# Рача (Куршумлија)
Рача, позната и као Косаничка Рача је насеље у Србији у општини Куршумлија у Топличком округу. Према попису из 2011. године било је 195 становника2022. било је 144 становника (према попису из 1991. било је 300 становника).

## Демографија
У насељу Рача живи 222 пунолетна становника, а просечна старост становништва износи 50,1 година (46,6 код мушкараца и 53,6 код жена). У насељу има 118 домаћинстава, а просечан број чланова по домаћинству је 2,09.
Ово насеље је великим делом насељено Србима (према попису из 2002. године), а у последња три пописа, примећен је пад у броју становника.
|  |

| Демографија | Демографија | Демографија |
| Година      | Становника  | Становника  |
| ----------- | ----------- | ----------- |
| 1948.       | 1.016       |             |
| 1953.       | 1.000       |             |
| 1961.       | 1.013       |             |
| 1971.       | 722         |             |
| 1981.       | 562         |             |
| 1991.       | 300         | 300         |
| 2002.       | 247         | 247         |

| Етнички састав према попису из 2002.‍ | Етнички састав према попису из 2002.‍ | Етнички састав према попису из 2002.‍ | Етнички састав према попису из 2002.‍ | Етнички састав према попису из 2002.‍ |
| ------------------------------------ | ------------------------------------ | ------------------------------------ | ------------------------------------ | ------------------------------------ |
|                                      |                                      |                                      |                                      |                                      |
| Срби                                 | Срби                                 |                                      | 242                                  | 97,97%                               |
| непознато                            | непознато                            |                                      | 4                                    | 1,61%                                |

| Година пописа     | 1948. | 1953. | 1961. | 1971. | 1981. | 1991. | 2002. |
| ----------------- | ----- | ----- | ----- | ----- | ----- | ----- | ----- |
| Број домаћинстава | 146   | 162   | 195   | 181   | 167   | 115   | 118   |

| Број чланова      | 1  | 2  | 3  | 4 | 5 | 6 | 7 | 8 | 9 | 10 и више | Просек |
| ----------------- | -- | -- | -- | - | - | - | - | - | - | --------- | ------ |
| Број домаћинстава | 48 | 41 | 14 | 6 | 7 | 1 | 0 | 0 | 0 | 1         | 2,09   |

| Пол    | Укупно | Неожењен/Неудата | Ожењен/Удата | Удовац/Удовица | Разведен/Разведена | Непознато |
| ------ | ------ | ---------------- | ------------ | -------------- | ------------------ | --------- |
| Мушки  | 111    | 30               | 67           | 11             | 3                  | 0         |
| Женски | 115    | 15               | 63           | 34             | 1                  | 2         |
| УКУПНО | 226    | 45               | 130          | 45             | 4                  | 2         |

| Пол    | Укупно                    | Пољопривреда, лов и шумарство | Рибарство                            | Вађење руде и камена | Прерађивачка индустрија       |
| ------ | ------------------------- | ----------------------------- | ------------------------------------ | -------------------- | ----------------------------- |
| Мушки  | 35                        | 3                             | 0                                    | 0                    | 8                             |
| Женски | 32                        | 16                            | 0                                    | 0                    | 3                             |
| УКУПНО | 67                        | 19                            | 0                                    | 0                    | 11                            |
| Пол    | Производња и снабдевање   | Грађевинарство                | Трговина                             | Хотели и ресторани   | Саобраћај, складиштење и везе |
| Мушки  | 0                         | 7                             | 1                                    | 1                    | 6                             |
| Женски | 0                         | 0                             | 0                                    | 0                    | 0                             |
| УКУПНО | 0                         | 7                             | 1                                    | 1                    | 6                             |
| Пол    | Финансијско посредовање   | Некретнине                    | Државна управа и одбрана             | Образовање           | Здравствени и социјални рад   |
| Мушки  | 0                         | 0                             | 3                                    | 2                    | 1                             |
| Женски | 0                         | 0                             | 2                                    | 3                    | 7                             |
| УКУПНО | 0                         | 0                             | 5                                    | 5                    | 8                             |
| Пол    | Остале услужне активности | Приватна домаћинства          | Екстериторијалне организације и тела | Непознато            | Непознато                     |
| Мушки  | 3                         | 0                             | 0                                    | 0                    | 0                             |
| Женски | 0                         | 0                             | 0                                    | 1                    | 1                             |
| УКУПНО | 3                         | 0                             | 0                                    | 1                    | 1                             |

## Галерија 2023.године
- Фабрика "Јумко"
- Куће недалеко од пута
- Засеок
- Део насеља